# 4143-as mellékút (Magyarország)
A 4143-as számú mellékút egy közel 34 kilométer hosszú, négy számjegyű országos közút Szabolcs-Szatmár-Bereg vármegye keleti szélén. Gacsály és Tiszabecs között húzódva fejti sorba a román és ukrán határ közvetlen közelében sorakozó településeket.

## Nyomvonala
Gacsály lakott területeitől délre, külterületen ágazik ki a 4146-os útból, annak nem sokkal a 6. kilométere előtt, észak-északkelet felé. Mintegy 400 méter után eléri a falu legdélebbi házait, majd újabb 150 méter után keresztezi a Nyíregyháza–Mátészalka–Zajta-vasútvonalat, nyílt vonali szakaszon. Ezután a Dózsa utca nevet veszi fel és északnak fordulva halad a központig, amit körülbelül 1,3 kilométer teljesítése után ér el. Ott beletorkollik nyugat felől, bő 11,5 kilométer megtétele után a 4141-es út, a 4143-as pedig keletnek fordul. Petőfi utca néven hagyja el a belterületet, néhány száz méterrel távolabb, és majdnem pontosan a 2. kilométerénél ki is lép a községből.
Rozsály területén folytatódik, kelet-délkeleti irányban húzódva; körülbelül 3,5 kilométer után éri el a település legnyugatibb házait, melyek között újból a Petőfi utca nevet viseli. A 4. kilométere táján egy elágazáshoz ér: dél felé itt ágazik ki a Zajtára vezető 41 135-ös mellékút, a 4143-as pedig északnak folytatódik, Kossuth utca néven. Kevesebb, mint 400 méter után újabb elágazáshoz ér: az északi irányban továbbhaladó szakasz a 4132-es útszámozást viseli, és ezen a számon itt ér véget, közel 21 kilométer után, míg a 4143-as innen kelet felé fordul és a Dózsa utca nevet veszi fel. Csak az 5. kilométere után lép ki a község belterületéről – kelet-északkeleti irányban –, és már majdnem 6,8 kilométeren van túl, amikor a határát is átlépi.
Méhtelek közigazgatási területén húzódik tovább, újból keleti irányban, és még a 7. kilométere előtt a belterület nyugati szélét is eléri, ahol újra Petőfi Sándor nevét veszi fel. A központba érve, nagyjából 8,2 kilométer után északnak fordul és nevet vált, Rákóczi utca néven folytatódik a község északi széléig, amit nagyjából 9 kilométer után ér el. 9,7 kilométer után átlépi Garbolc határát, kevéssel ezután már belterületen jár, kicsivel a 10. kilométere előtt pedig kiágazik belőle délkelet felé a 41 134-es út: ez vezet a falu központjába, majd onnan az országhatárig és tovább (immár DJ194-es jelzéssel Szárazberek irányába). Nagyjából 10,5 kilométer után az út eléri Nagyhódos déli határszélét, ott egy darabig a határvonalat kíséri, de még a 11. kilométere előtt teljesen nagyhódosi területre érkezik.
Nagyhódos legdélebbi házait nagyjából 11,4 kilométer után éri el az ott még mindig észak felé húzódó út, majd a 12. kilométere táján ismét egy kereszteződéshez ér. Tovább északnak, a község északkeleti része, illetve az országhatár és a már Ukrajnához tartozó Nagypalád felé a 41 133-as mellékút indul, a 4143-as pedig nyugatnak folytatódik, Fő utca néven. Csak a belterület nyugati széléig halad így: ott, a 13. kilométerét elhagyva északnak fordul, és hamarosan már Kishódos Fő utcájává válik. Utóbbi település belterületének északi szélét a 14+250 kilométerszelvénye közelében éri el, ott keresztezi a Túr folyását, majd néhány kilométeren át külterületek közt kanyarog.
Nagyjából 17,4 kilométer után ér Kispalád területére, a falu déli szélét 19,6 kilométer, központját pedig a 21. kilométere után éri el. Ott jó pár irányváltása és két elágazása is van: előbb a 41 132-es út ágazik ki belőle kelet-délkelet felé, az országhatár és tovább Nagypalád irányába, pár száz méterrel arrébb pedig a 4139-es út torkollik bele nyugat felől, Sonkád-Botpalád irányából. Észak felé lép ki a községből, a 23. kilométere táján egy 7-800 méteres szakaszon érinti Botpalád határszélét is, de e településre nem lép be. 23,7 kilométer után hagyja el Kispaládot és lépi át a következő település, Magosliget határát.
Magosligeti szakaszán előbb északkelet felé húzódik, így éri el a belterületet is, 25,3 kilométer után, az ukrán határral közvetlenül érintkező faluba érve viszont északnyugatnak fordul. Még a 26. kilométere előtt elhagyja a községet és Uszka határai közé érve északnak fordul, e település lakott területét is így éri el. A központban, 27,8 kilométer közelében viszont nyugatnak fordul és így lépi át az útjába eső utolsó település, Tiszabecs határát, a 30. kilométerét elhagyva.
Tiszabecs lakott területét ismét észak felé haladva éri el az út, a 31+850 kilométerszelvénye táján. Bő fél kilométer után keresztezi a 491-es főutat, amely itt a 37. kilométerénél jár. Még egy jó fél kilométeren át észak felé folytatódik, a Malom utca nevet viselve, majd a központban nyugatnak fordul és a Rákóczi Ferenc utca nevet veszi fel. Így ér véget, a község nyugati felében, beletorkollva a 4129-es útba, annak a 28+950 kilométerszelvénye közelében.
Teljes hossza, az országos közutak térképes nyilvántartását szolgáló kira.gov.hu adatbázisa szerint 33,957 kilométer.

## Települések az út mentén
- Gacsály
- Rozsály
- Méhtelek
- Nagyhódos
- Kishódos
- Kispalád
- (Botpalád)
- Magosliget
- Uszka
- Tiszabecs

## Története
A Kartográfiai Vállalat által 1970-ben kiadott, 1:525 000 léptékű Magyarország autótérképe a Kishódos és Magosliget közti szakaszát fontosabb földútként, összes többi szakaszát pormentes egyéb út jelöléssel szerepelteti.
A Kishódos és Kispalád közötti szakaszát 1991-ben építették ki szilárd burkolatú kivitelben.

## Hídjai
Legfontosabb hídja a Túr-csatorna hídja Kishódos és Kispalád között, a 14+237  kilométerszelvényében. Az 1929-ben épült háromnyílásos szerkezet monolit vasbeton, négyfőtartós, folytatólagos gerendahíd, amely a 23+480 csatornaszelvényben hidalja át a vízfolyást. Szerkezeti jellemzői az építésekor lényegében azonosak voltak az országhatáron belül ugyanezen időszakban épült, összesen nyolc Túr-híd közül hét hasonló adataival, a nyolcból egyedül a garbolci határhíd épült némileg más kivitelben. A híd támaszközei 9,45 + 14,00 + 9,45, nyílásai 9,00 + 13,00 + 9,00 méteresek, szélessége 0,64 + 5,00 + 0,64 = 6,28 méter. A 34 méteres teljes szerkezeti hosszú építmény az 1910. évi hídszabályzatnak megfelelően 20 tonnás teherbírásúként valósult meg, az akkori kor egyik legnehezebb mezőgazdasági munkagépének, a 20 tonnás gőzekének a súlyát alapul véve.
1991-ben – ugyanakkor, amikor a hídon áthaladó útszakaszt szilárd burkolatúra építették ki – a hídon szigeteléscserét végeztek, és a kocsipálya aszfaltburkolatot kapott.